# RTL (radio francesa)

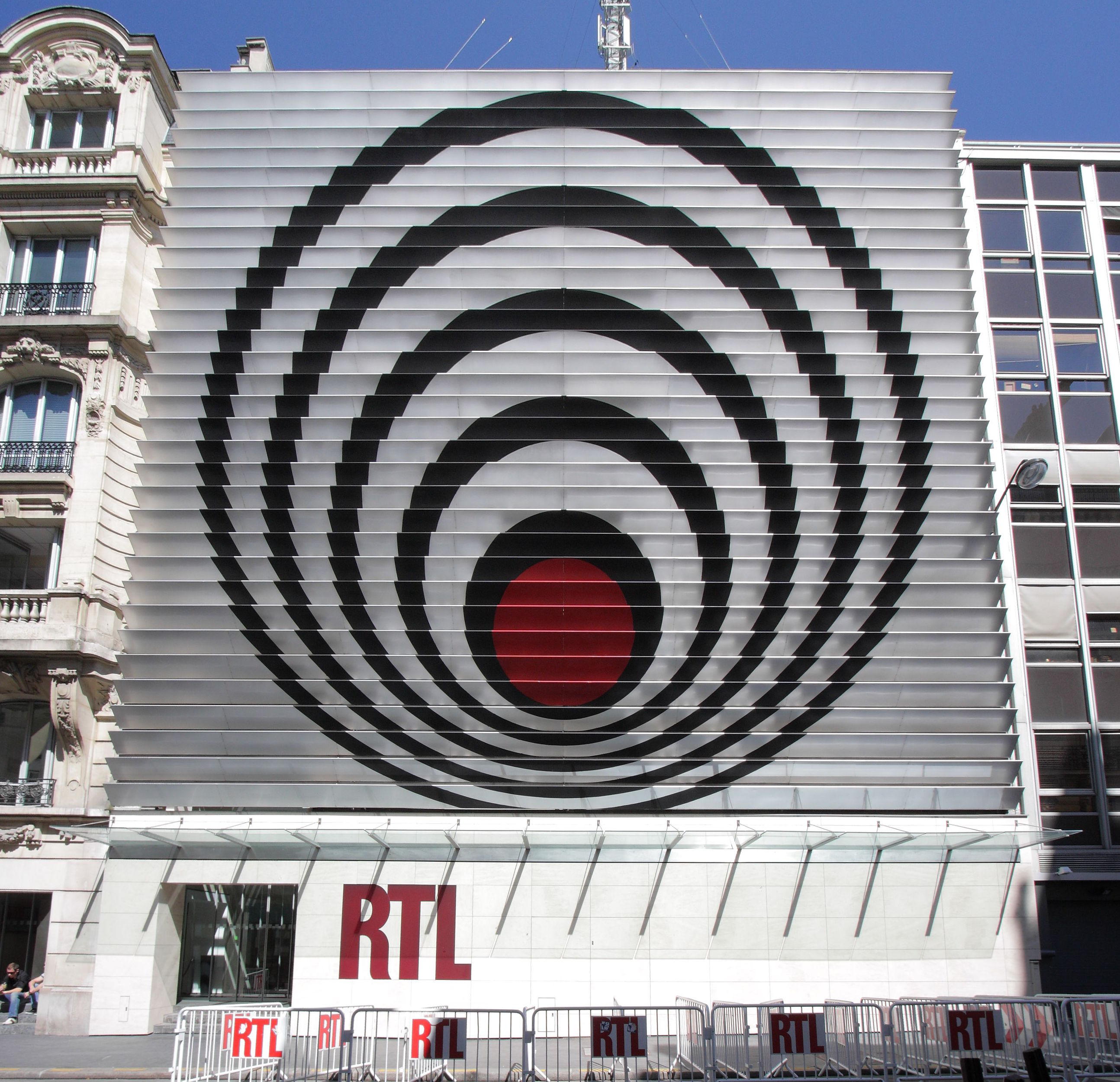
Estudios centrales RTL en París.

RTL es una cadena de radio francesa, generalista y de difusión nacional (categoría E). Pertenece al grupo luxemburgués de comunicación RTL Group y es la radio con más oyentes, por delante de las otras grandes emisoras francesas Europe 1, RMC y la pública France Inter.

## Programas en 2012
De lunes a viernes
- 04h30 - 07h00 : "RTL Petit Matin" presentado por Stéphane Carpentier
- 07h00 - 09h30 : "RTL Matin" presentado por Vincent Parizot
- 09h30 - 11h00 : "Ça peut vous arriver" presentado por Julien Courbet
- 11h00 - 12h30 : "À la Bonne Heure!" presentado por Stéphane Bern
- 12h30 - 13h10 : "RTL Midi" presentado por Laurent Bazin y Elizabeth Martichoux
- 13h10 - 14h00 : "RTL Midi : les auditeurs ont la parole" presentado por Laurent Bazin y Elizabeth Martichoux
- 14h00 - 15h00 : "L'heure du crime" presentado por Jacques Pradel
- 15h00 - 16h00 : "On est fait pour s'entendre" presentado por Flavie Flament
- 16h00 - 18h00 : "Les Grosses Têtes" presentado por Philippe Bouvard
- 18h00 - 19h15 : "RTL Soir" presentado por Christophe Hondelatte
- 19h15 - 20h00 : "On refait le monde" presentado por Christophe Hondelatte
  - De 20h00 a 23h00 : la parrilla está dedicada a eventos deportivos.
- 23h00 - 00h00 : "La Collection de Georges Lang" presentado por Georges Lang
- 00h00 - 03h00 : "Les Nocturnes" presentado por Georges Lang
- 03h00 - 04h00 : Redifusión de "Les Grosses Têtes"
- 04h00 - 04h30 : "Les Grosses Têtes dans la nuit des temps" presentado por Philippe Bouvard

## Difusión

### En FM
RTL dispone de una amplia cobertura nacional en FM en Francia y por cercanía, en ciertas regiones de Bélgica.

### Otros medios de difusión
RTL emite en el paquete de radio que ofrece Canal+, en el paquete del operador de cable Numéricable así como en operadores de ADSL como Freebox TV o el Bouquet TV de SFR. 
La web de la radio permite escuchar en streaming (directo) y se cuelgan pódcast de los todos los programas.